# Gunnars þáttr Þiðrandabana
Gunnars þáttr Þiðrandabana es una historia corta islandesa (þáttr) que trata de Gunnar que mata a Þiðrandi Geitirsson (n. 970) de Krossavík. Gunnar escapa hacia el este viviendo como un proscrito y evitando la venganza de Þorkell Geitirsson, hermano del asesinado. Finalmente encuentra refugio seguro junto a Guðrún Ósvífursdóttir.
La saga de Laxdœla menciona el epílogo del relato y lo renombra como saga Njarðvíkinga.

## Sinopsis
El relato se inicia con la figura de un bóndi llamado Asbjorn, que no cumple con sus compromisos y deudas, buscando protección de un terrateniente vikingo llamado Ketill Þórisson de Njarðvík. Los acreedores buscan el favor de Þiðrandi Geitisson, atacan a Asbjorn y lo matan. En venganza Ketil mata a Þiðrandi, pero también perece en la cadena de acontecimientos sangrientos. Gunnar, un mercante, era invitado de Ketil y se ve forzado a intervenir, matando a Þiðrandi y recibiendo el apodo de «asesino de Þiðrandi» (Þiðrandabane). Gunnar es perseguido por el clan de Þiðrandi que buscan venganza, pero encuentra refugio en varios terratenientes hasta que consigue salir de la isla y huir a Noruega.